# Pfarrhof (Hundisburg)

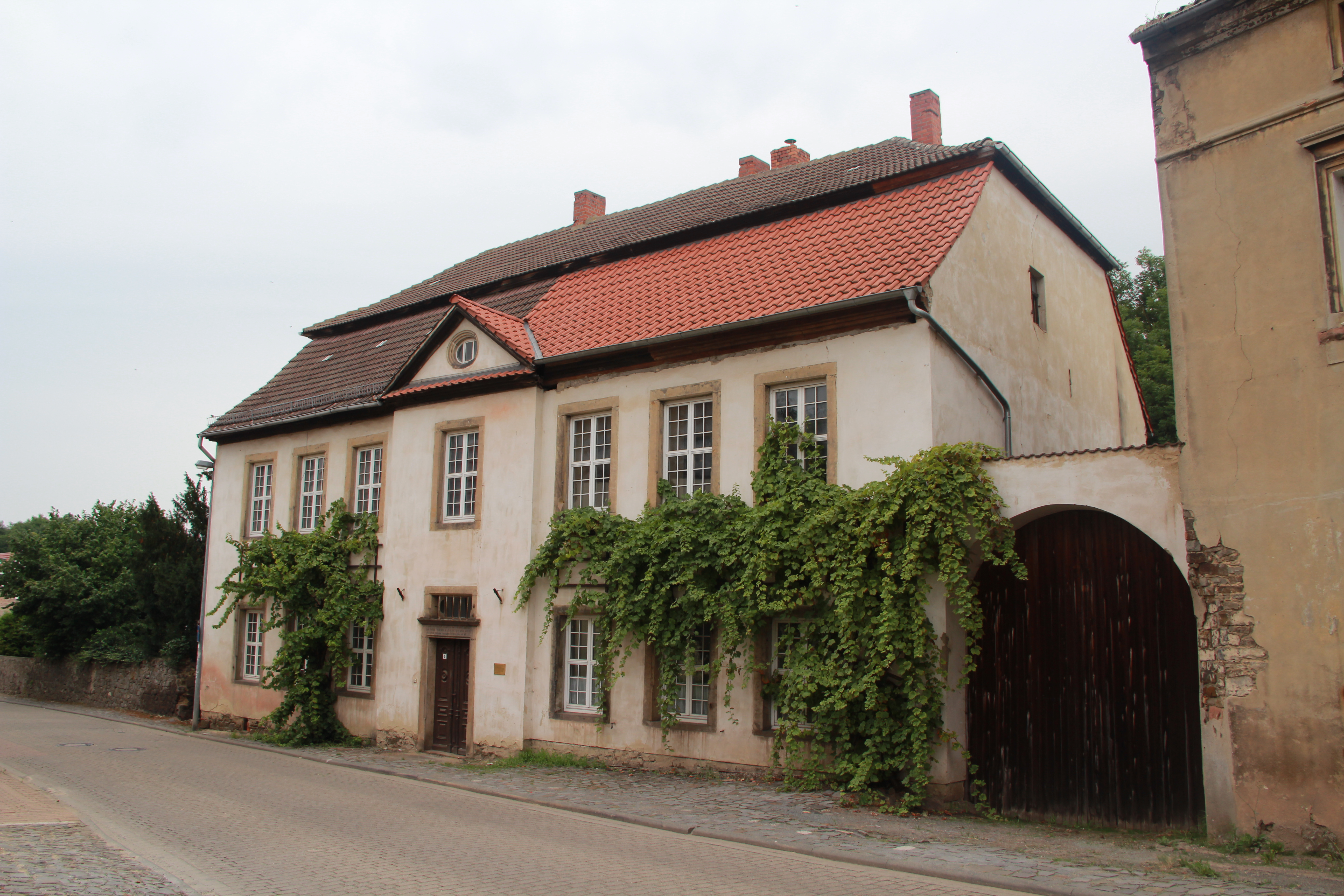
Das Pfarrhaus im Jahr 2014

Der Pfarrhof im Haldensleber Stadtteil Hundisburg liegt an der Dönstedter Straße/Hauptstraße 3. Im örtlichen Denkmalverzeichnis ist die Sachgesamtheit aus Pfarrhaus, Garten und Nebengebäuden als Musterbeispiel eines barockzeitlichen, gut ausgestatteten dörflichen Pfarrhofs und deshalb als geschichtlich und städtebaulich bedeutend eingetragen.

## Geschichte
Der repräsentative Barockbau wurde bis zum Jahr 1720 in exponierter Lage in der Ortsmitte errichtet. Wie der ähnlich großzügig gestaltete Schlosskrug und das auf der Straßenseite gegenüber liegende, ehemalige Rektorat (heute Schulmuseum, von dem aus die Kantortreppe auf den Kirchberg zur herrschaftliche Dorfkirche St. Andreas führt), wurde das Gebäude von den Herren auf Schloss Hundisburg, der Familie von Alvensleben, finanziert.
Der Wissenschaftler und Unternehmer Friedrich Förster wuchs hier in den ersten beiden Jahrzehnten des 20. Jahrhunderts als Sohn des gleichnamigen Pfarrers auf. Im Februar 2008 wurde von der Deutschen Gesellschaft für zerstörungsfreie Prüfung e.V. anlässlich seines 100. Geburtstages eine Gedenktafel am Pfarrhaus befestigt. Heute befindet sich im Gebäude ein Gemeinderaum, in dem im Winter die Gottesdienste der evangelischen Kirchengemeinde stattfinden.

## Architektur
Das Pfarrhaus ist ein Massivgebäude; mit seinem Mittelrisaliten und den beiden Torbögen hat es Gutshauscharakter. Das siebenachsige Putzgebäude ist zweigeschossig und verfügt über einen heraustretenden Mittelrisaliten mit Satteldach und kleinem Ochsenauge an der repräsentativen Straßenfassade. Es wird von einem Krüppelwalmdach gedeckt.
Im Türsturz findet sich eine lateinische Inschrift, die auf die Bauherren (Familie von Alvensleben) verweist. Auch das Innere ist mit einer Eingangshalle und doppelläufigen Treppe repräsentativ gestaltet. Erhalten sind einige Türblätter und das Küchengewölbe.
Im Osten ist das Pfarrhaus durch ein Tordurchfahrt mit Hof- und Wirtschaftsgebäuden verbunden, die in Ziegel-Fachwerkbauweise errichtet wurden. Ein großzügiger Garten schloss sich früher an der Westseite an. Dieser vom Pfarrhof durch die Pastorgasse (Zuweg zur nördlich gelegenen Magdeburger Straße) getrennte Pfarrgarten war barock gestaltet. Er existiert heute nicht mehr, nur die Bruchsteinmauer und eine alte Eibe sind dort erhalten.